# Jana Teschke
Jana Teschke est une joueuse allemande de hockey sur gazon née le 22 septembre 1990 à Hambourg. Elle a remporté avec l'équipe d'Allemagne la médaille de bronze du tournoi féminin aux Jeux olympiques d'été de 2016 à Rio de Janeiro.